# The Lottery (1989)
The Lottery é curta-metragem do gênero comédia, produzido nos Estados Unidos e dirigido por Garry Marshall. Lançado em 1989, foi protagonizado por Bette Midler.